# دعوى إلكترونية
الدعوى الإلكترونية مطالبة المدّعِي للحق أو من ينوب عنه باستيفاء حقوقهم، عن طريق تقديم صحيفة الدعوى إلكترونيا للمحكمة المختصة عبر شبكة الإنترنت.

## نظام الدعاوى الإلكترونية
يعتمد النظام على الوسائل الإلكترونية في تقديم الدعوى القضائية، ويتميز بالقدرة على التأكد من دقة العملية وبياناتها، وصحة المعلومات والوثائق المرفقة بالدعوى.

## أركانها
- المُدّعِي: طالب الحق المدعَى به، أو من ينوب عنه.
- المُدّعَى عليه: الشخص الذي تم تعيينه في الخصومة
- المُدّعَى به: موضوع الخصومة الذي يُطلب الفصل فيه
- صيغة الدعوى: رفعها مكتوبة ومرتبة ومستوفية للموضوع.[2][4]

## شروطها
- الأهلية: وهي صلاحية الشخص لرفع الدعوى، أو أن ترفع ضده.
- الصفة: أن تكون الدعوى لمن له الأحقية فيها، أو من ينوب عنه.[2][5]

## التوقيع الإلكتروني
يمثل التوقيع الإلكتروني جزءا مهما في الدعاوى الإلكترونية؛ لارتباطه بعدة أمور هي:
- التأكد من هويات الموقّعين
- إثبات رضا الموقّعين على المستندات
- التحقق من توفر الشروط في أطراف الدعوى
- حفظ المستند الإلكتروني من أية تعديلات طارئة[2]